# Mićkauszczyna (obwód witebski)
Mićkauszczyna (biał. Міцькаўшчына; ros. Митьковщина, Mitkowszczina) – wieś na Białorusi, w obwodzie witebskim, w rejonie orszańskim, w sielsowiecie Andrejeuszczyna, nad Dnieprem.